# Blepharoneura poecilosoma
Blepharoneura poecilosoma es una especie de insecto del género Blepharoneura de la familia Tephritidae del orden Diptera.

## Historia
Ignaz Rudolph Schiner la describió científicamente por primera vez en el año 1868.